# Královská zahrada
Královská zahrada (německy také Kaisergarten, Císařská zahrada) se nachází v Praze na Hradčanech na severním hřebenu táhnoucím se od západu k východu. Má rozlohu 3,6 ha a od Pražského hradu je oddělena Jelením příkopem. Byla založena králem Ferdinandem I. roku 1534 na místě původních středověkých vinic. Zahrady byly navrženy v renesančním slohu a postupem doby do nich přibylo mnoho objektů. Ve východním čele zahrady je to Letohrádek královny Anny, přední dílo italské renesance v českých zemích. Uprostřed je to Míčovna a sochy od Maxmilliána Brokofa a J. J. Bendla, k západu pak Vila Edvarda Beneše. Hlavním cílem zahrad bylo pěstovat zde stromy, které neodpovídají ekotopu střední Evropy. A tak se zde můžeme setkat s kaštany, javory, lískami a dalšími nepůvodními druhy. Prostor Královské zahrady není jednolitý, ale je tvořen různými oddíly, které byly upravovány a přepracovávány v průběhu staletí. Královská zahrada je stejně jako jiné zahrady Pražského hradu otevřena jen přes den. V zimě je zcela uzavřena.

## Popis zahrady
| „                     | [1597] Od konírny se dá jít do zahrad po velkém krytém mostě zřízeném nad hlubokými hradními příkopy, kde lze spatřit nesmírné množství jelenů a laní, jež vrhají každý rok mladé. V těch prvých zahradách je hojnost květin všeho druhu i upravených parterů a na jejich konci je ještě jedna malá zahrada, obehnaná železnými mřížemi na zeleno nabarvenými, kde je překrásná fontána z bronzu, jejíž náramně velká nadrž je zhotovená ze stejného kovu. Zcela blízko ní je letohrádek; ... V zahradě s fíkovníky, citrónovníky a oranžovníky nedaleko odtud je vidět velmi pěkná krytá budova míčovny. | “ |
| — Jacques Esprinchard | |   |

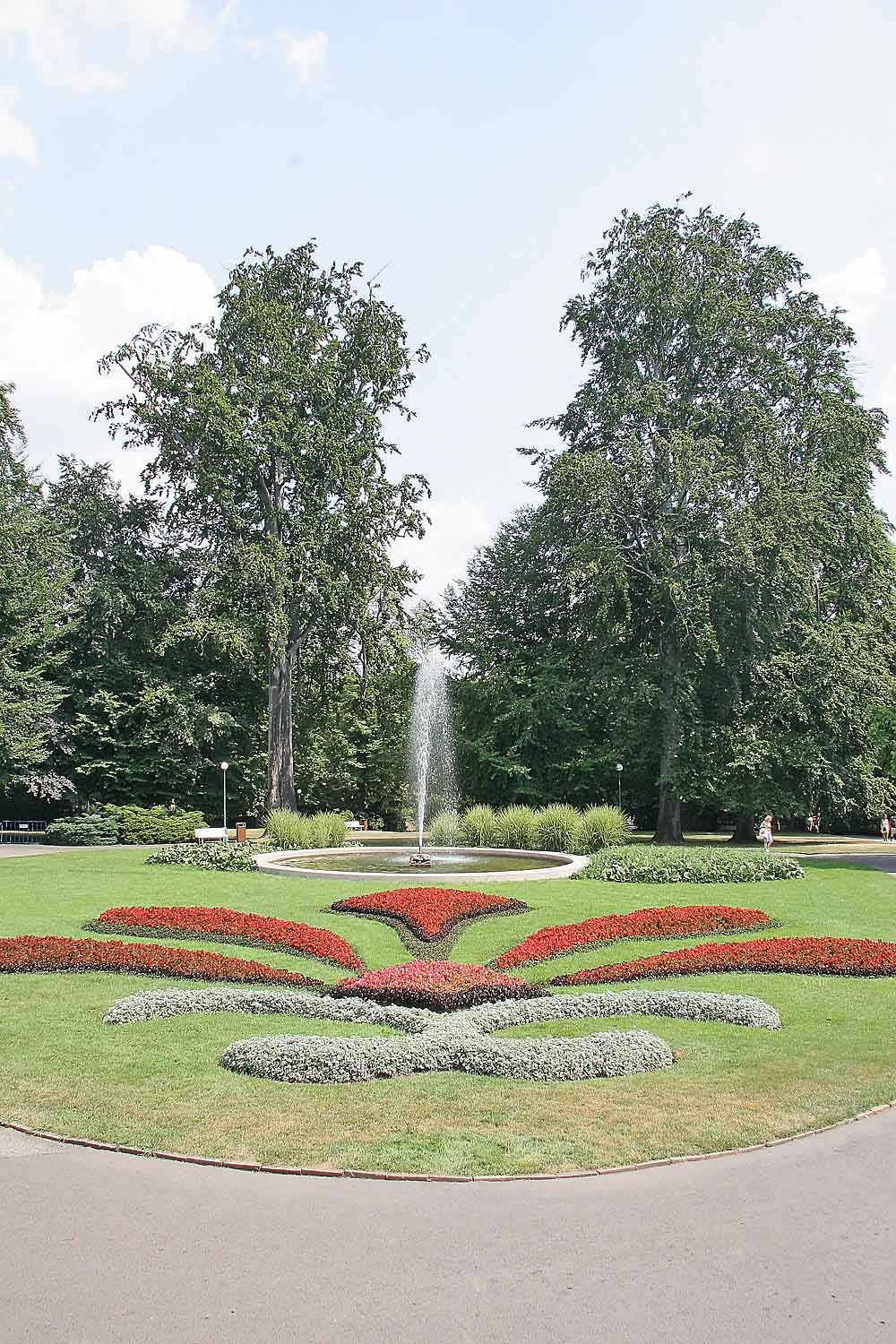
Královská zahrada

Zahrada je na svém západním cípu ohraničena cestou vedoucí přes Prašný most do Hradu, na opačné jižní straně pak Letohrádkem královny Anny, nesprávně označovaném jako Belvedér. Na jižní straně hraničí s Jelením příkopem, který ji odděluje od Pražského hradu. Na severní straně se nachází zeď. V zahradě je řada objektů, soch, fontán, vodotrysků a zahradnických prvků. Patří sem:

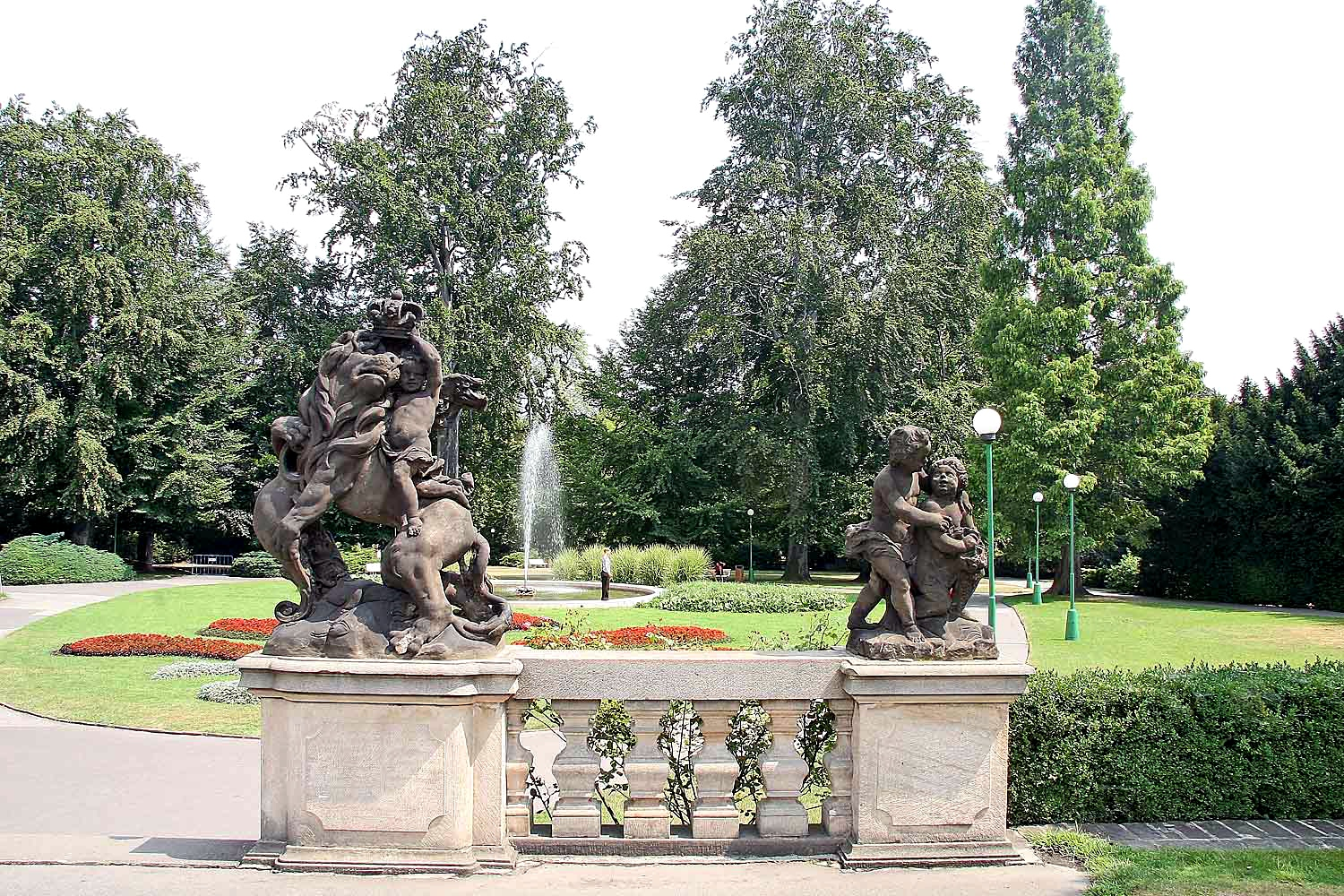
Ozdobné zděné ploty

- Letohrádek královny Anny – renesanční stavba z poloviny 16. století sloužící původně manželce Ferdinanda I. Anně Jagellonské. Později za vlády Josefa II. muniční sklad a od 50. let občasná galerie.
- Giardinetto – část zahrady před letohrádkem charakterizovaná keři pěstovanými v bludišťových uličkách. Uprostřed giardinetta se nachází tzv. Zpívající fontána.
- Zpívající fontána – renesanční fontána od italského umělce Francesca Terza, ulitá v dílně zvonaře Tomáše Jaroše. Zpívající se jí říká proto, že voda dopadající do měděné misky vytváří melodický zvuk.
- Oranžérie – skleník založený za vlády Rudolfa II. a určený k pěstování citrusů, mandlí a jiné středozemní flóry. Nad jeho pozůstatky byl postaven v letech 1999-2001 nový objekt podle návrhu Evy Jiřičné, využívaný k rozpěstovávání pokojových květin pro potřeby Pražského hradu.
- Fíkovna – o její výstavbě rozhodl císař Maxmilián II. Habsburský a navrhl ji Ulrico Aostalli de Sala v roce 1572.
- Míčovna – původně renesanční stavba dokončená německým architektem Bonifácem Wohlmutem v druhé polovině 16. století sloužila k míčovým hrám. Vnitřek zničen bombardováním v roce 1945. V současnosti občasně využívána ke kulturním účelům.
- Alegorie noci – barokní socha z dílny Matyáše Bernarda Brauna umístěna před míčovnou.
- Herkules – barokní socha od J. J. Bendla.
- Prezidentský domek – slouží prezidentům jako místo odpočinku, není však trvale obýván.
- Lví dvůr – původně první pražská zoo založená Rudolfem II. Fungovala do roku 1740. V současné době romantická restaurace se zahradou barevných růží a skleníky.
- Technické budovy – několik budov různého stáří při vstupu na Prašný most sloužících v současnosti jako zázemí pracovníků a hradní stráže.

| „                 | [1603] Jde-li se do zahrad, je nutno vyjít z Hradu po krytém dřevěném mostě nad příkopem s nevelkou tajnou chodbou nahoře: tudy se císař vskrytu ubírává na procházku do svých zahrad, takže jej nikdo nemůže spatřit, ale on sám může zhlédnout, kohokoli se mu zlíbí. Podobné galérie má zřízeny po celém paláci i na zahradách, jež jsou celkem tři; uprostřed leží sad, jehož všechno ohražení sestává z ovocných stromů vybraných odrůd. Je tam i místo, kde se pěstují pomerančovníky a fíkovníky. ... U zahrady je spanilý palác, kam se císař někdy chodí rozptýlit, a v něm je několik bronzových soch. ... V zahradě letohrádku je pak také veliká překrásná krytá míčovna neobyčejné délky a se sloupovým portikem. | “ |
| — Pierre Bergeron | |   |

### Stromy a keře
Některé stromy v Královské zahradě jsou staré zhruba 150–300 let. Jsou to většinou dřeviny nepůvodní, tedy dovezené z ciziny, i když se tu najde i několik lip. Jsou zde hlavně listnáče (javor, buk, kaštan, dub), ale i menší konifery. Z keřů jsou to např. nádherně kvetoucí magnólie.

## Galerie

Královská zahrada
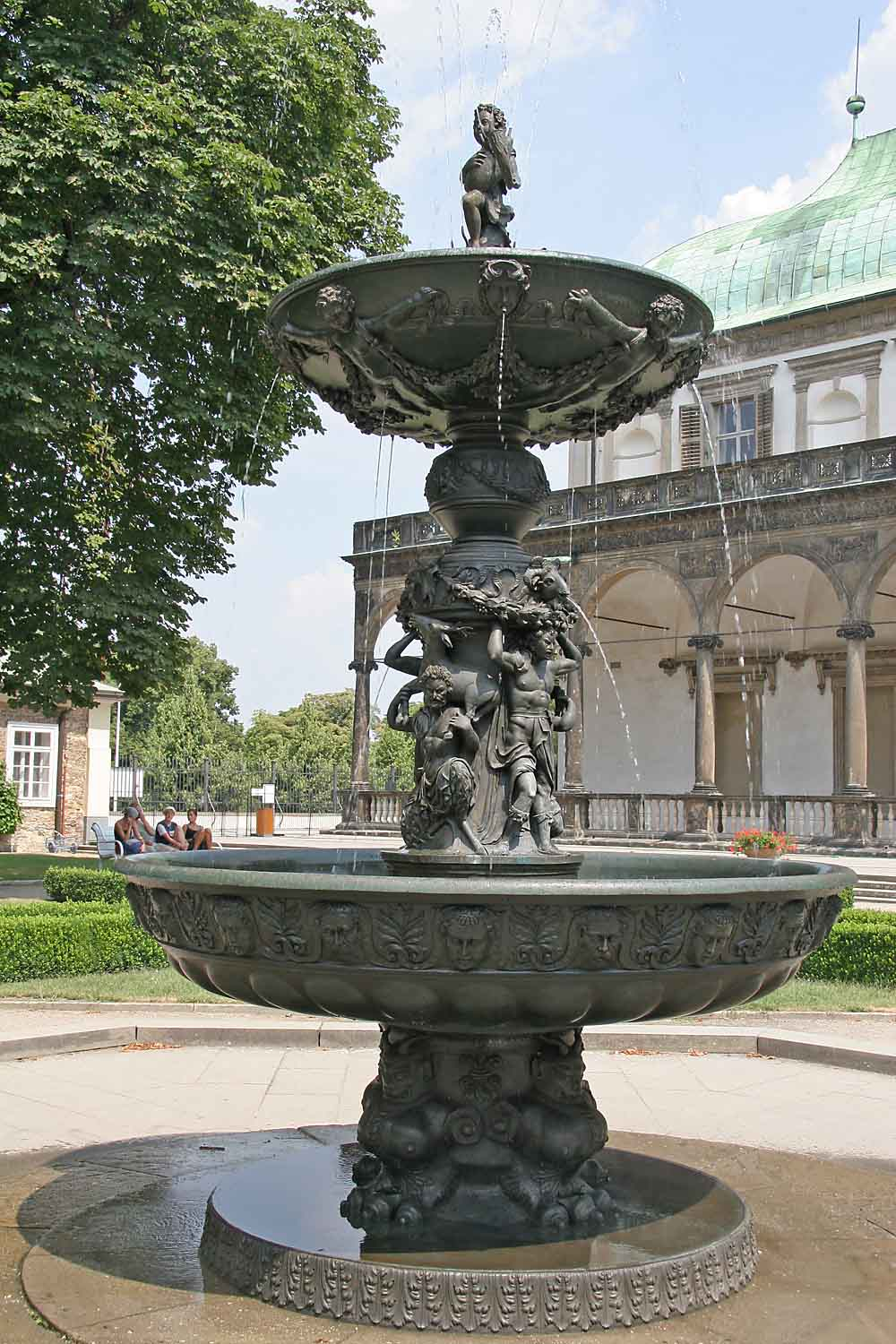
Zpívající fontána před Letohrádkem
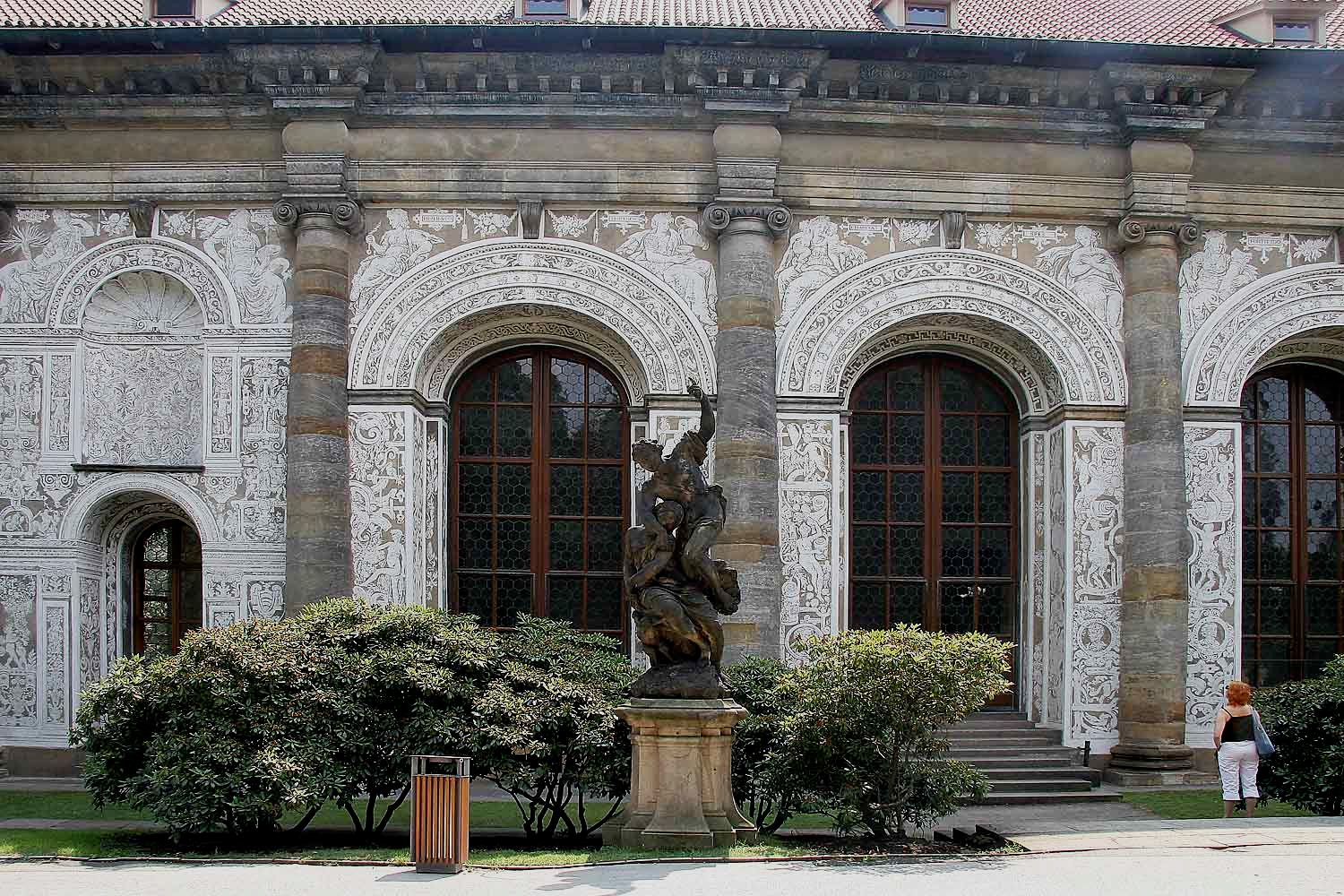
Renesanční Míčovna
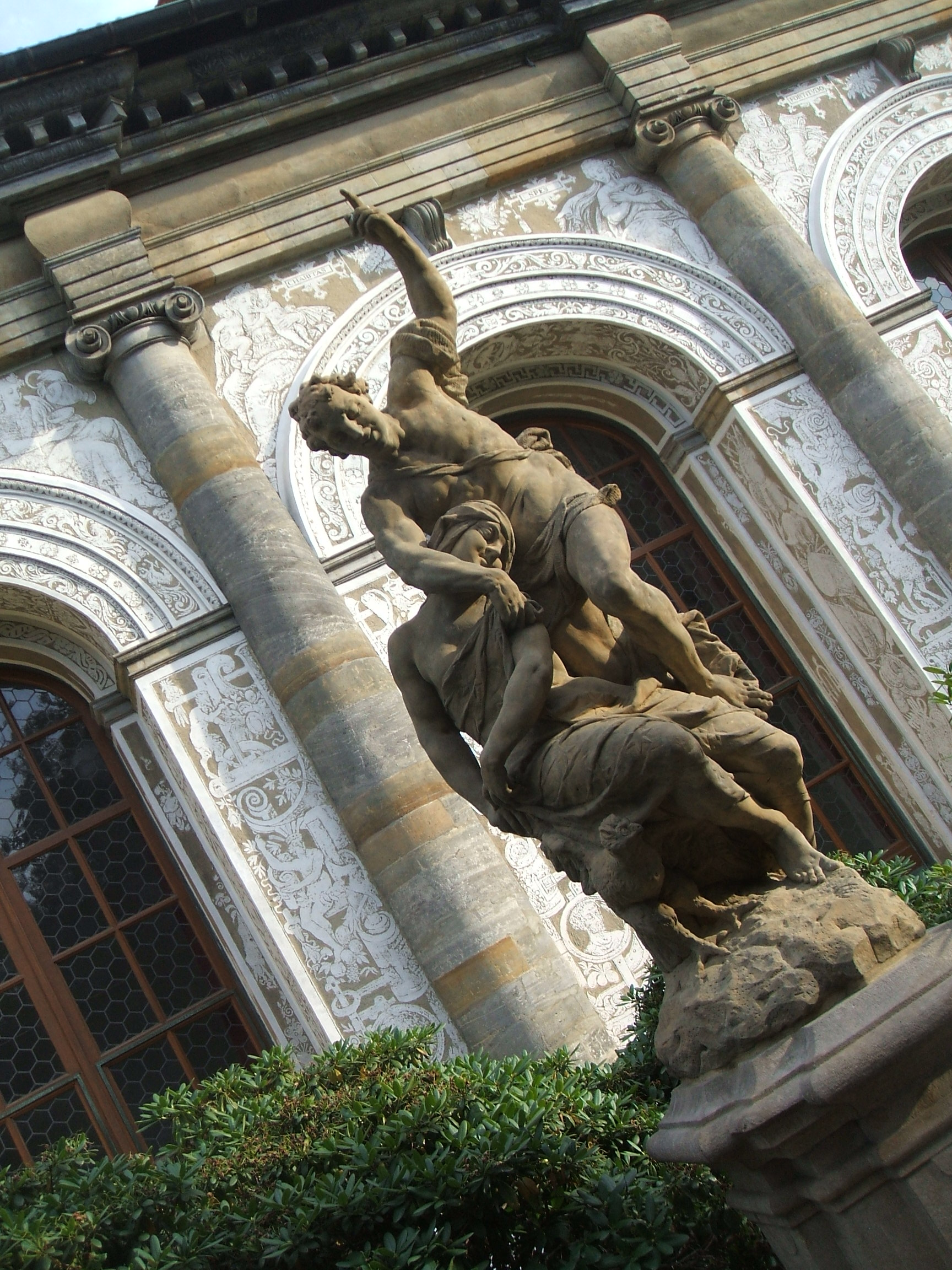
Alegorie noci – barokní socha od M. B. Brauna před Míčovnou
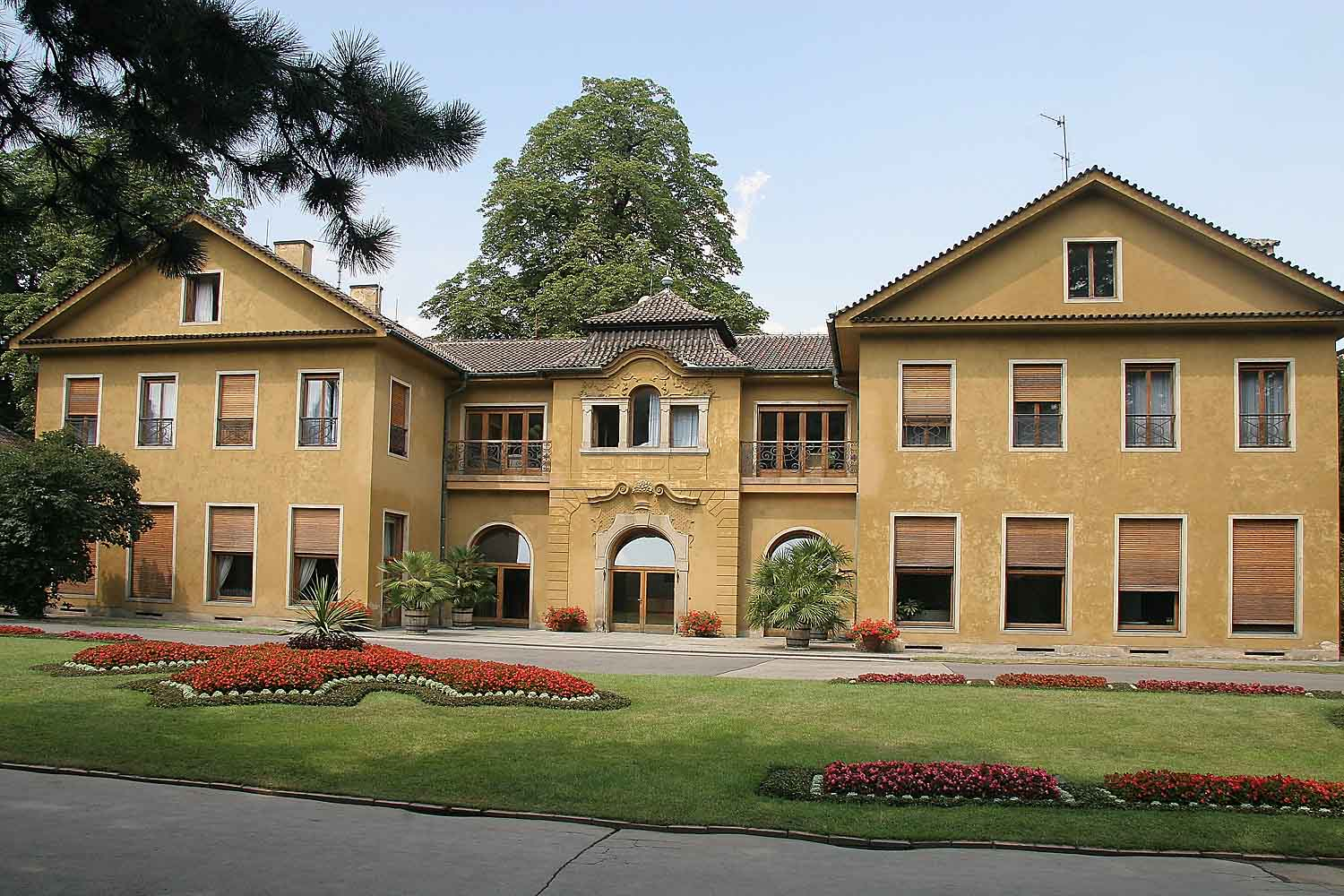
Benešova vila
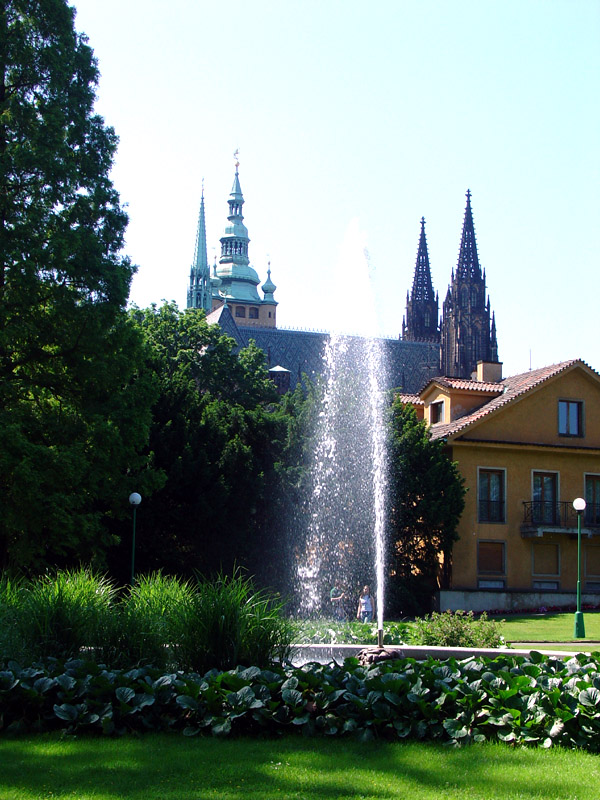
Pohled na fontánu u Prezidentského domku a na katedrálu sv. Víta
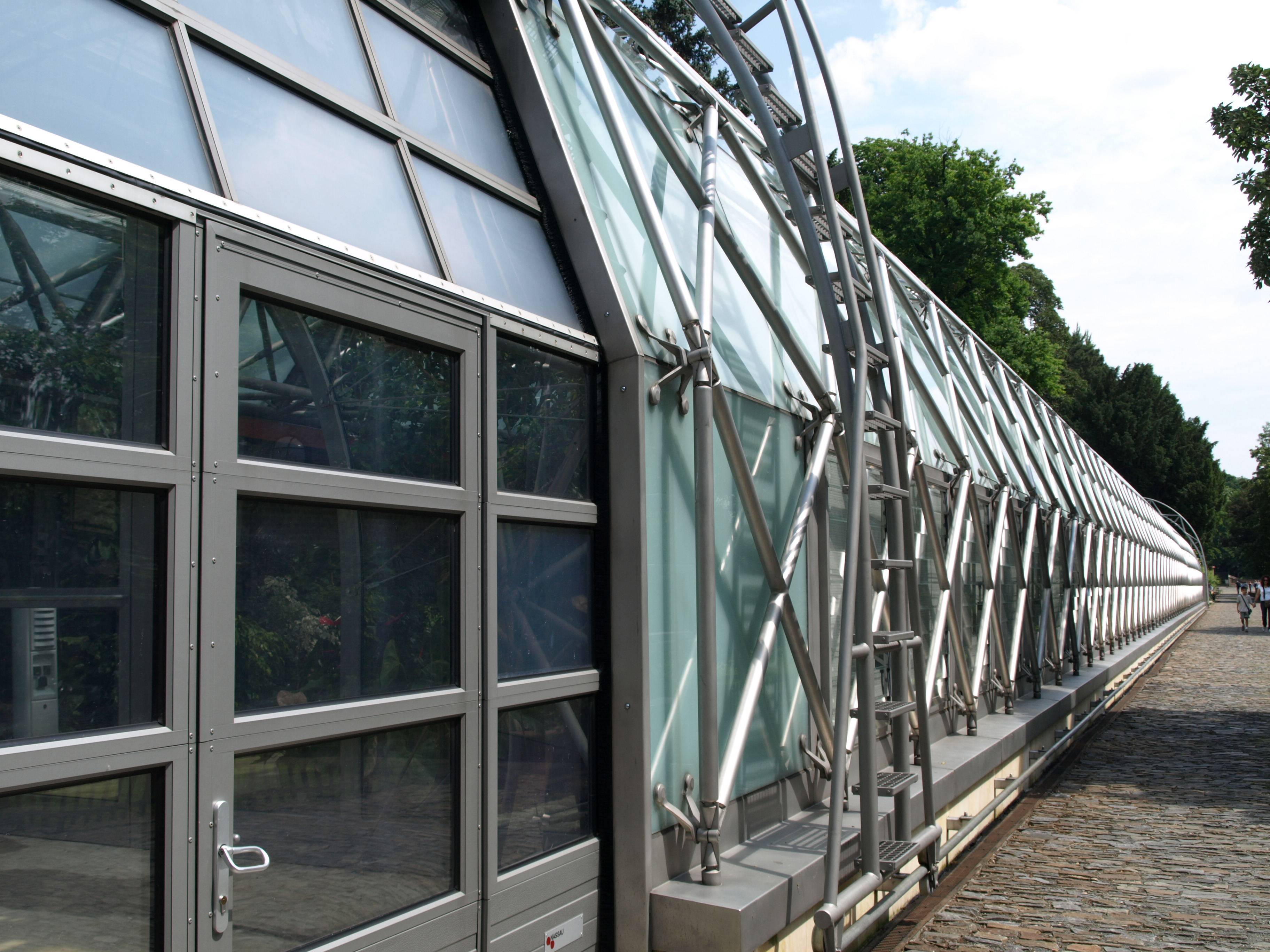
Nová oranžérie
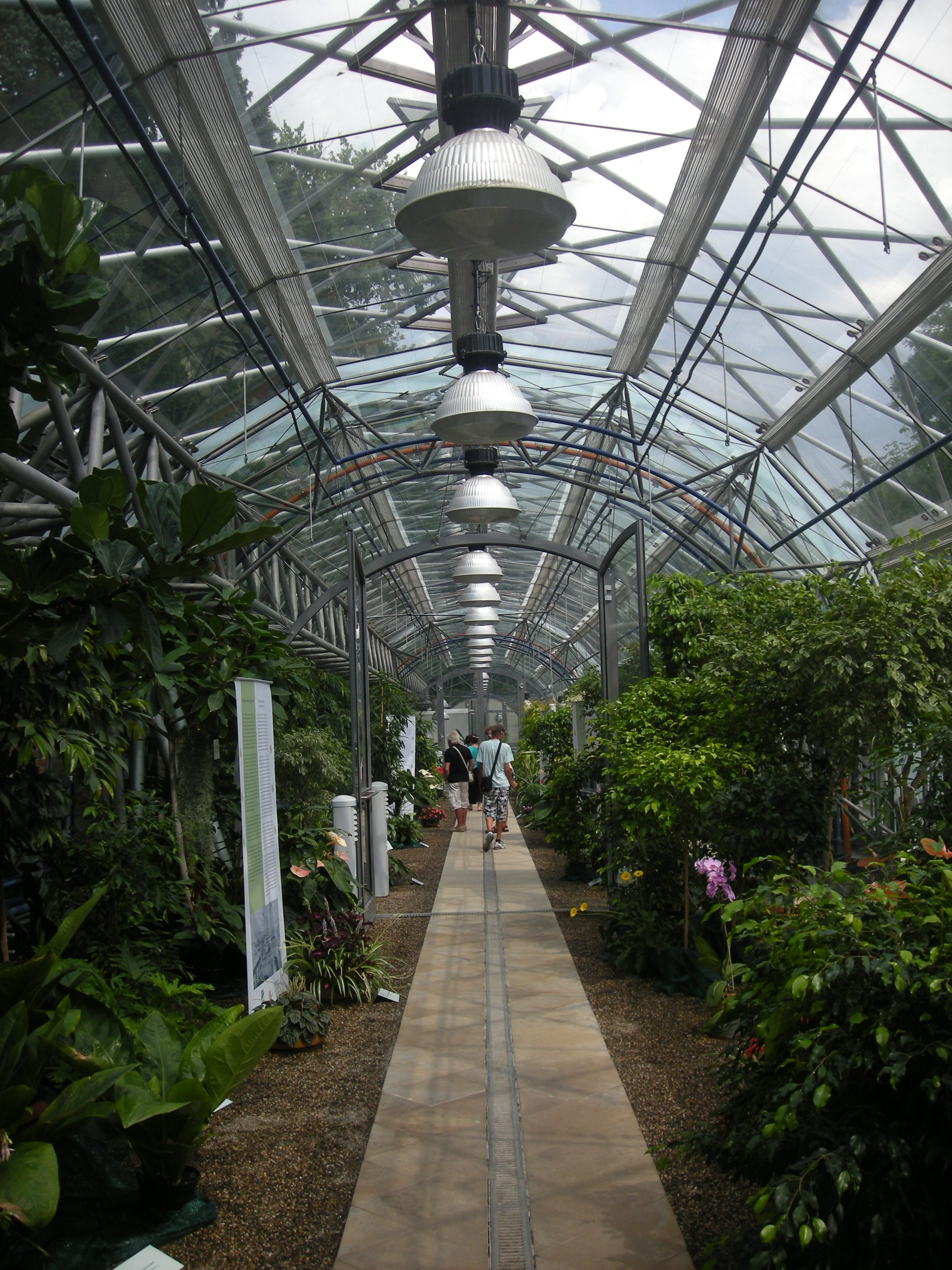
Interiér oranžérie
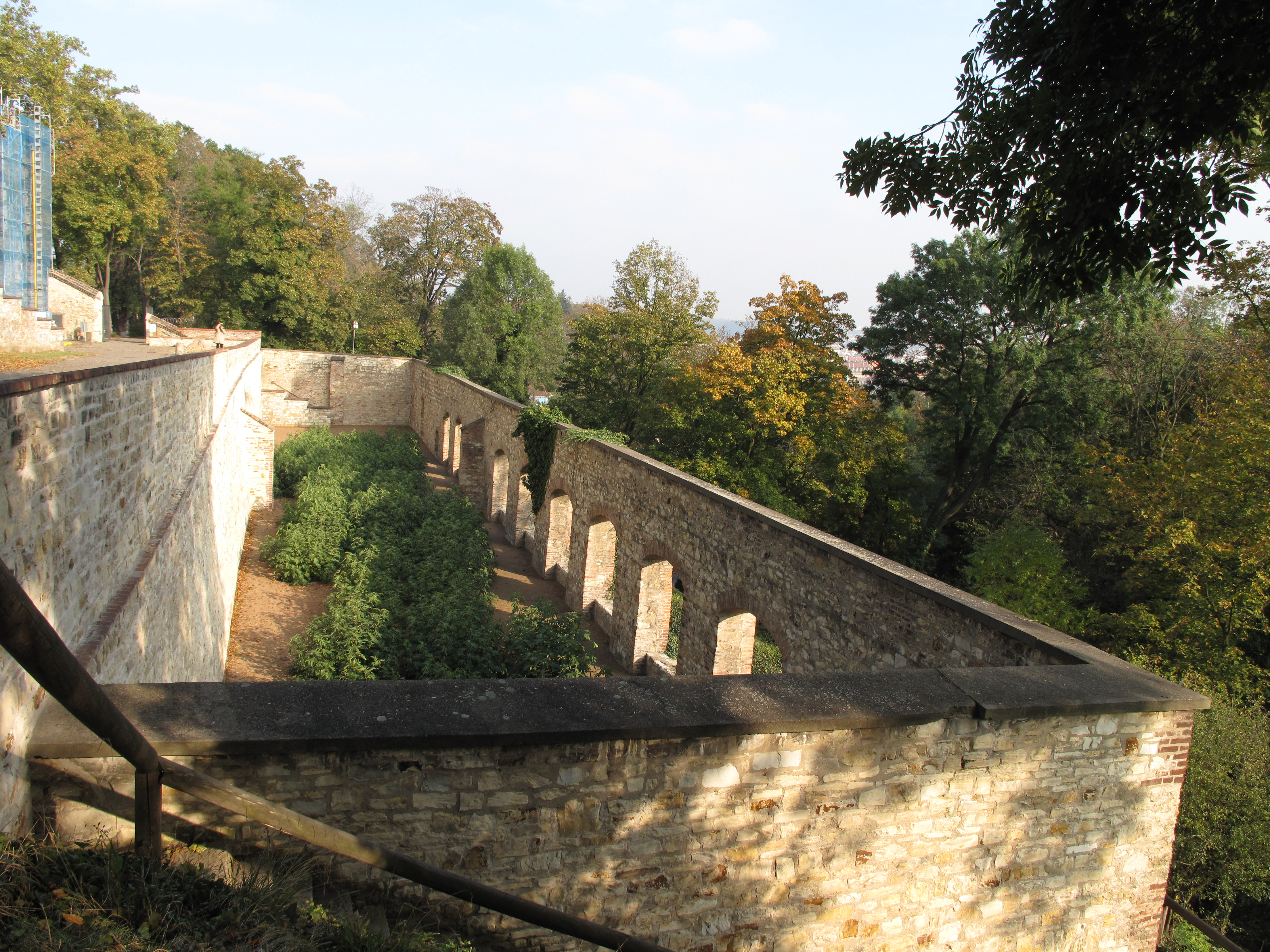
Fíkovna